# San Pietro a Patierno
San Pietro a Patierno is een van de dertig quartieri, kwartieren of wijken van de Italiaanse stad Napels. De wijk in het noordoosten van de stad heeft ongeveer 17.000 inwoners. De wijk maakt samen met de wijken Miano en Secondigliano het stadsdeel Municipalità 7 uit. In deze wijk is de luchthaven Aeroporto di Napoli gelegen.
San Pietro a Patierno grenst aan de wijken Secondigliano, San Carlo all'Arena, Poggioreale en de gemeenten Casoria en Casavatore.